# Троицкое (Антроповский район)
Троицкое — деревня в Антроповском муниципальном районе Костромской области. Входит в состав Котельниковского сельского поселения

## География
Находится в центральной части Костромской области на расстоянии приблизительно 44 км на юг-юго-запад по прямой от поселка Антропово, административного центра района на правом берегу реки Кусь.

## История
В конце XIX — начале XX века деревня относилась к Галичскому уезду Костромской губернии. В 1907 году здесь было учтено 3 двора.

## Население
Постоянное население составляло 23 человека (1897 год), 29 (1907), 19 в 2002 году (русские 100 %), 6 в 2022.